# Josef Doerr
Josef Doerr (* 2. Mai 1914 in Speyer; † 14. November 1999 ebenda) war ein deutscher Maler und Organist.

## Leben

### Ausbildung und Beruf
Nach dem Besuch des humanistischen Gymnasiums und des Lehrerseminars seiner Heimatstadt wurde Josef Doerr 1939 zur Wehrmacht eingezogen. Er kämpfte auf verschiedenen Kriegsschauplätzen und kehrte 1945 heim. Ab 1947 arbeitete er als Grund- und Hauptschullehrer an verschiedenen Orten der Pfalz, seit 1962 in Speyer. 1977 trat er in den Ruhestand. Neben der Arbeit war er von 1962 bis zu seinem Tod 1999 Organist im Priesterseminar Speyer und im Speyerer Dom.

### Werk
Wie bei vielen Vertretern seiner Generation war Doerrs Erfahrungshorizont durch das Erleiden beider Weltkriege geprägt. 1948 wandte er sich der Malerei zu, die für ihn bis zu seinem Tod zu einer ständigen Auseinandersetzung mit Farbe und Form geworden ist. Gerade die Bilder aus seiner späten Schaffenszeit sind beispielhaft für die „organisch-dynamischen Formstrukturen, die den Gegensatz zwischen Abstraktion und Gegenständlichkeit scheinbar mühelos aufheben“ (Zitat von Manfred Zach).
Doerr blieb sich künstlerisch zeitlebens treu. Selbstbewusst vertrat er seinen eigenen, konsequent durchgehaltenen Stil und malte stets an der Staffelei. Die meisten Malereien sind Arbeiten in Mischtechnik, in Öl und auch in Acryl. Doerr entwickelte Formen, die seinen Farben Halt gaben, aber selbst nicht die erste Rolle spielten. Ganz klar ist dabei die Entwicklung zur Abstraktion. Selten waren für ihn Figuren ein Thema. Die Kunst Vincent van Goghs gab ihm erste Impulse für seine Schaffensweise.
Mikro- und Makrokosmos der Natur übersetzte Doerr in runde und fließende Formen – mal filigran ornamental, mal großflächig, als ob es ein vergrößerter Ausschnitt sei. Formen zerflossen nicht, verloren nicht an Halt. Vielmehr entwickelte er so Dynamik und eine kraftvolle Ausstrahlung mit intensiver und eigenwilliger Farbgebung. Immer wieder löste er Farbflächen impressionistisch vibrierend auf. Er galt jedoch nicht als Impressionist und stellte Kunsthistoriker immer wieder vor das Problem, ihn einzuordnen.
Werke von Doerr befinden sich unter anderem im Besitz der Stadt Speyer und des Mittelrhein-Museums in Koblenz.

### Privates
Doerr war verheiratet und hat vier Kinder. Er starb in Speyer im Alter von 85 Jahren.

## Ausstellungen
- 1955: Kaiserslautern: Pfälzische Landesgewerbeanstalt („Der Pfalzpreis für Bildende Kunst 1955“ – Gruppenausstellung)
- 1964: München: Studio Heydn[1]
- 1968: Ludwigshafen am Rhein: Karl-Otto-Braun-Museum[2]
- 1969: Frankfurt am Main: Ly Goldbach
- 1969: Parma: Vetrinetta
- 1969: Aalestrup, Dänemark
- 1971: Kaiserslautern: Pfalzgalerie[3]; London: Charles & Co.
- 1973: Speyer: Kunstverein
- 1974: Köln Galerie Glaub
- 1974: Mannheim: Büchergilde Gutenberg
- 1975: Speyer: Stadthalle
- 1977: Landespavillon Baden-Württemberg
- 1979: München: Kleine Schloßgalerie
- 1979: Römerberg: Zehnthaus
- 1980: Speyer: Kunstverein
- 1992: Dudenhofen: Bürgerhaus
- 1994: Speyer: Stadthaus (Ausstellung zum 80. Geburtstag)
- 1999: Speyer: Kunstverein (Ausstellung zum 85. Geburtstag)
- 2004: Speyer: Altstadtgalerie (Ausstellung zum 90. Geburtstag – Vom Gegenstand zur Abstraktion)[4]
- 2014: Speyer: Städtische Galerie Speyer (Ausstellung zum 100. Geburtstag)[5]